# Bakytbek Mamatow
Bakytbek "Bakyt" Djuschebajewitsch Mamatow (kirgisisch Бакытбек "Бакыт" Дюшебаевич Маматов, * 13. März 1980 in Bischkek oder Kara-Suu) ist ein kirgisischer Fußballspieler und -trainer.

## Karriere
Seine Vereinskarriere in der Top Liga begann er 2006 als Mittelfeldspieler im Verein Abdysh-Ata Kant. 2010 wechselte er nach Alga Bischkek, unterzeichnete jedoch noch im selben Jahr einen Vertrag beim FC Neftchi Kochkor-Ata. 2012 wurde er Spieler bei Dynamo Bischkek. Am 1. Juli 2014 wechselte er in den Verein Alai Osch, ehe er seine Karriere als Spieler beendete und am 1. Januar 2016 Trainer seines Vereins Alai Osch wurde. Im Jahr 2022 wechselte er zum Nur-Batken FK.
Sein Debüt in der Nationalmannschaft Kirgisistans gab er am 7. März 2007 in einem Spiel gegen Kasachstan. Sein erstes und einziges Tor als Nationalspieler erzielte er gegen Kambodscha.